# Juli
Juli (en aimara: Chulli) es una ciudad peruana a orillas del lago Titicaca. Es la capital del distrito homónimo y de la provincia de Chucuito, ubicada en el departamento de Puno.

## Historia
La herencia cultural de Juli se remonta a hace más de 10.000 años. Podemos encontrar arte parietal y monumentos de piedra, monolitos, chullpas y murallas de las culturas sillumocco, tiahuanaco, lupaca e inca.
Los dominicos fueron los primeros en llegar a Juli y con ellos sus acompañantes y españoles en busca de un lugar para vivir. En 1553 se fundó el Convento de San Vicente en Chucuito y en Juli se edificó la casa de residencia para los religiosos. 
A partir de 1565, Juli pasó a ser el centro dominico principal de la zona al fundarse el Convento de San Pedro Mártir, acabando con la hegemonía de San Vicente de Chucuito y poniendo bajo su mando el recién fundado Convento de Santiago en Pomata. 
El corregidor de indios de Chucuito, don Jerónimo de Silva, visitó Juli e hizo el deslinde de terreno para la misma población. También se trazaron las plazas y las calles, se dio amplitud al solar de la iglesia se alejó a los naturales en los suburbios, donde actualmente existen los apellidos Juli, Cariapaza, etc., y fue residencia de los primeros frailes. 
El 2 de abril de 1565, el licenciado López García de Castro autorizó a los dominicos a fundar el convento de San Pedro Mártir sobre las ruinas de la casa del cacique Cariapaza. Al parecer lograron iniciar la construcción de las primeras iglesias: San Pedro Mártir, la Asunción y San Juan.
A finales de 1576, llegaron los misioneros de la Compañía de Jesús y se quedaron hasta su expulsión a mediados de setiembre de 1767. En la época de la República, el 3 de junio de 1828, Juli fue elevada a villa y declarada capital de la provincia de Chucuito. 

## Misión jesuita de Juli
A finales del siglo XVI (1576), los padres jesuitas asentaron una misión permanente en Juli. Esta ciudad era un poblado indígena; de clima frío y desapacible, con temperatura media de 11 °C, aire seco, helado, y grandes dificultades. Entre los seis jesuitas que llegaron estaban Alonso de Barzana (1530-1597), Diego de Bracamonte (1533-1583), Diego Martínez (1543-1626) y Francisco de Medina. 
La doctrina cristiana se enseñaba en aimara pero también en quechua. Los indios aprendían a coro, mecánicamente ayudándose con sus quipus. Los sacramentos más pedidos eran bautismo, penitencia y matrimonio. La misión perduró hasta la expulsión de los jesuitas del Virreinato del Perú en 1767.

## Lugares de interés

### Atractivos arquitectónicos
Los múltiples templos de Juli, construidos durante su apogeo colonial, han dado a la ciudad los sobrenombres de: "la pequeña Roma de América", "la Roma aimara" o "la ciudad santa del Titicaca".

#### Templo de San Pedro Mártir

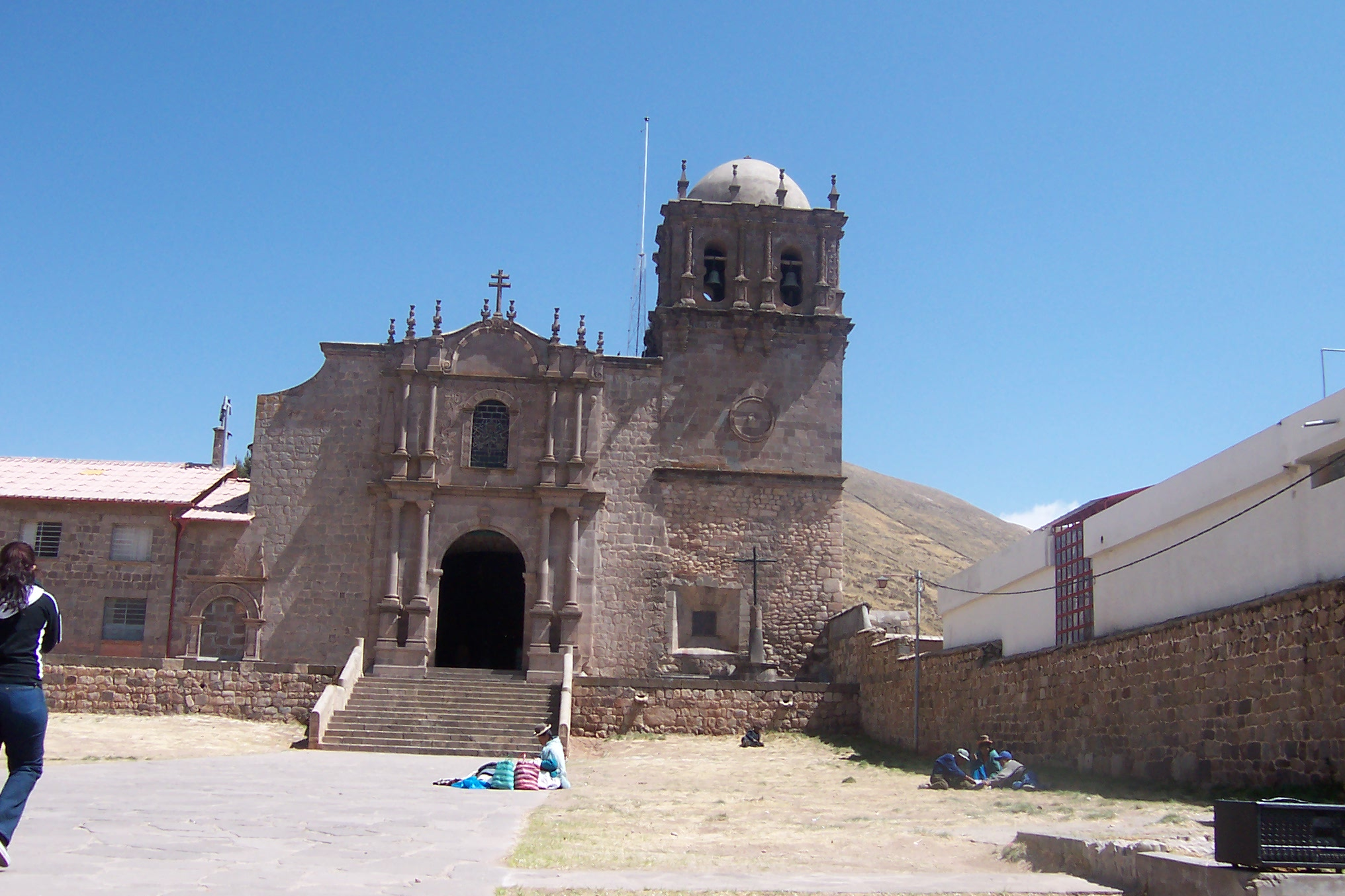
Vista exterior de la catedral de San Pedro Mártir.

La iglesia fue construida por orden de los padres dominicos españoles aproximadamente en 1565. Fue culminada por los jesuitas en 1576. Está construida en piedra granito blanco, en forma de Cruz Latina. El templo tiene un estilo Barroco, también con  la representación de pájaros y otros animales autóctonos de la región. En su interior se encuentran pinturas de las escuelas: española, italiana y cuzqueña.
La iglesia basílica menor de San Pedro fue construida en pura piedra de granito blanco, se encuentra localizado en la Plaza de Armas o Plaza Ludovico Bertonio.
Tuvo sus inicios entre 1565 y 1567, bajo la dirección de los Dominicos, con el nombre de Santo Tomás edificada junto al convento San Pedro Mártir. Es una arquitectura primorosa de estilo renacentista, consta de una sola nave cuya planta tiene forma de cruz latina con 66 m de largo por 30 de ancho en el crucero “tiene un marcado estilo e influencia de la arquitectura barroca mestiza. La vigencia del arte nativo aimara se demuestra con la representación de aves y animales del lugar”. El historiador Vargas Ugarte en su obra” Los jesuitas en el Perú” declara: “En 1604 San Pedro de Juli estuvo tan hermosa llena de artesones dorados, tan ataviada, luciendo como la catedral más rica y no como una parroquia de indios. También se había hecho un órgano de 14 pulgadas que es uno de los mejores del Perú”.
Este templo sufrió varias modificaciones. Actualmente ostenta una fachada sencilla con una portada clásica del siglo XVII de piedra y ladrillo de dos cuerpos, con cuatro columnas góticas apareadas y sobre la derecha está construida una torre con sus respectivos campanarios que contrasta con el delicado conjunto central” En su interior existe varios capillas laterales, El bautisterio cuyos murales son bellamente pintados sobresalen la figura de San Juan Bautista sobre el río Jordán, en el centro se ubica una pileta bautismal en piedra de berenguela con figuras de ángeles, además de lienzos pintados por el artista Bernardo Bitti y artistas mestizos, anteriormente tenía un coro de 400 voces con cantores indígenas. Hoy está en pleno culto y es el orgullo de la población, custodia en su interior la imagen de la Virgen Inmaculada Concepción, Patrona de la ciudad de Juli cuya festividad es el 8 de diciembre.

#### Templo museo San Juan Bautista de Letrán

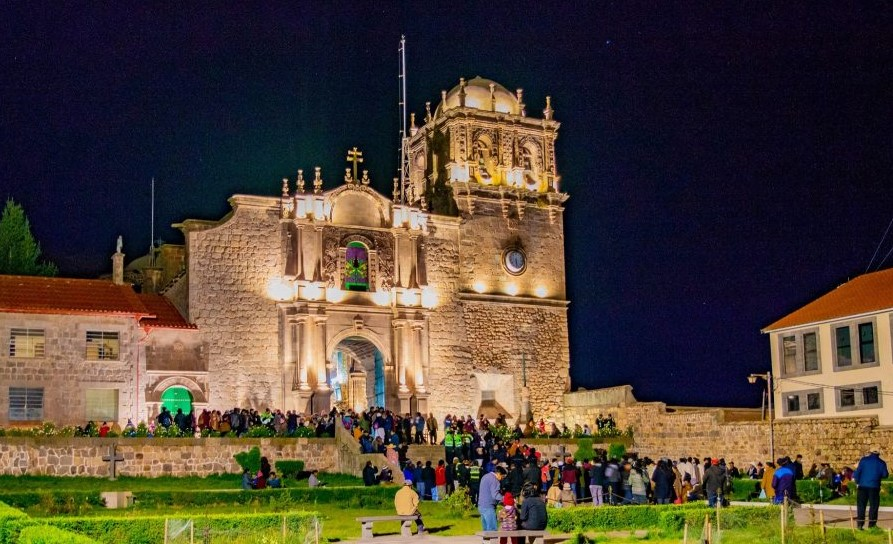
Iluminación por más de 150 luminarias LED

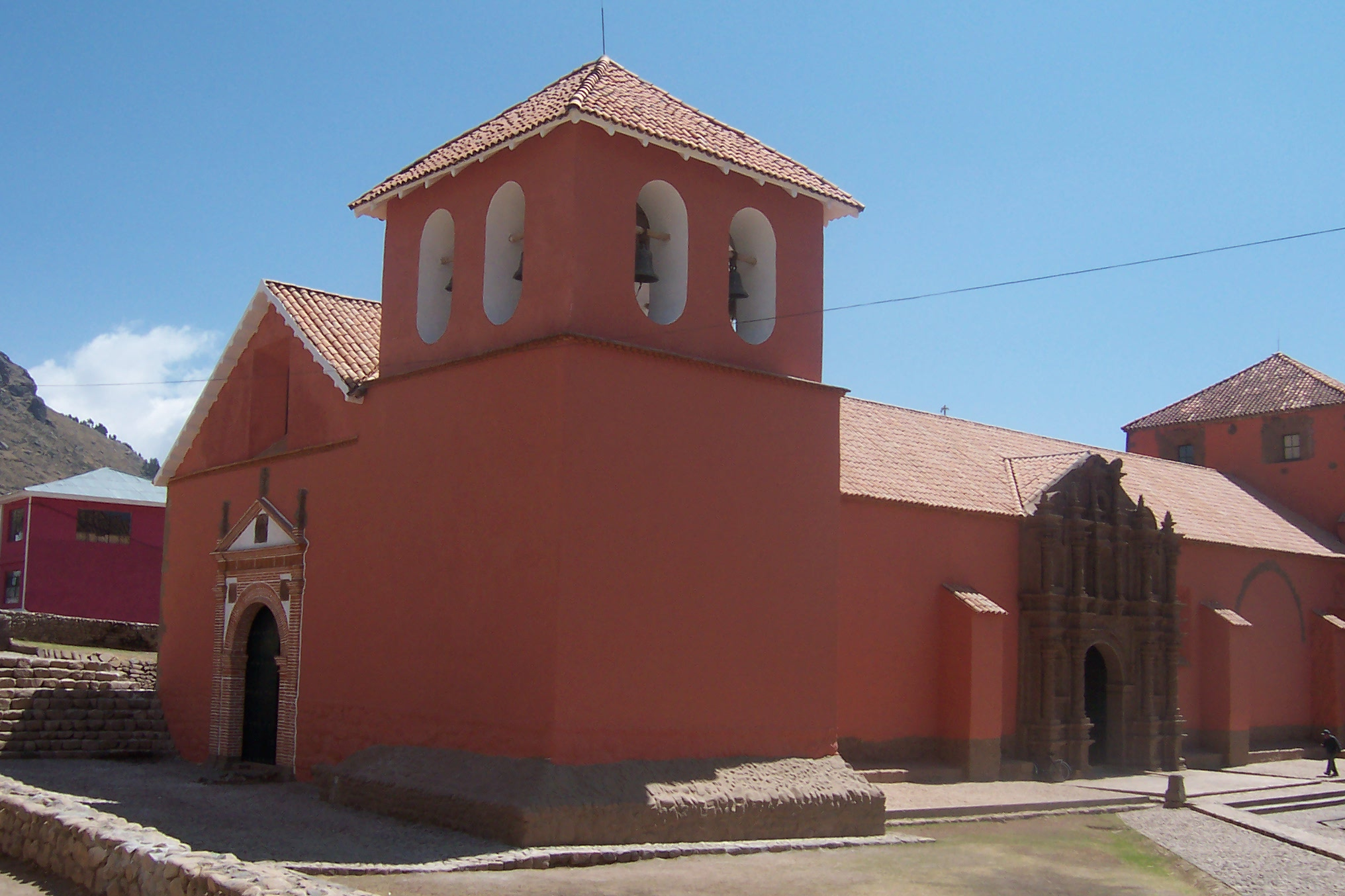
San Juan de Letrán

La iglesia de San Juan de Letrán, ubicada en la plazuela de San Juan, construida a comienzo del siglo XVI, por orden de los padres Dominicos, y concluida por los Jesuitas, a mediados del siglo XVIII poco antes de su expulsión. La construcción es en adobes (tierra apisonada) con espesores marcadamente variable en función de la altura. Las pequeñas ventanas tienen marcos de pan de oro, y están cerradas con láminas de piedra traslúcida. Tiene forma de cruz latina, con una portada lateral barroca-mestiza en piedra labrada, con presencia de arte nativo aimara. En su interior se destacan lienzos de escuelas: española, italiana, y cuzqueña, de grandes dimensiones y con importantes marqueterías de pan de oro. El altar mayor es en pan de oro y plata labrada.
Llamada también “San Juan de Letrán”. Su construcción data de la época de los dominicos, posiblemente entre 1568 y 1576, pues los Dominicos dan fe de la existencia de los tres templos, Se concluyó en 1602 por la Orden de los Jesuitas, es de estilo Barroco Mestizo con persistencia en el arte nativo aimara. Tiene una nave de grandes proporciones en forma de cruz latina, cuya edificación se realizó sobre mampostería común, así como ladrillo, adobe y madera. Tiene aproximadamente 78 metros de largo por 37 de ancho en el crucero. En su interior destaca los tallados en madera del retablo mayor, las del crucero, los dinteles de las ventanas, así como los cuadros de los lienzos todos recubiertos con “Pan de Oro”; así mismo, los pilares de piedra finamente labrados con tallados floridos en alto y bajo relieve son impresionantes. Resalta un frontal labrado en plata donde se encuentra el cordero pascual sobre los siete sellos, al igual que la imagen de la Virgen Inmaculada Concepción. Se advierte la portada de la sacristía tallada en piedra oscura con detalles de la flora de nuestra región, las ventanas recubiertas con láminas de Piedra de Berenguela y/o Ayacucho dejan pasar una tenue pero cálida luz. 
Hoy constituyen la pinacoteca más grande del sur del Perú. Se exhiben unos cuadros maravillosos, entre los que se destacan la escuela Italiana, con el famoso pintor Padre Alosiano Bernardo Joan Demochrito Bitti, para lo cual utilizó como base tejidos en fibra de alpaca y lana de oveja; Este templo es uno de los mejores, resultado de los trabajos de restauración y conservación.

#### Templo museo Nuestra Señora de la Asunción

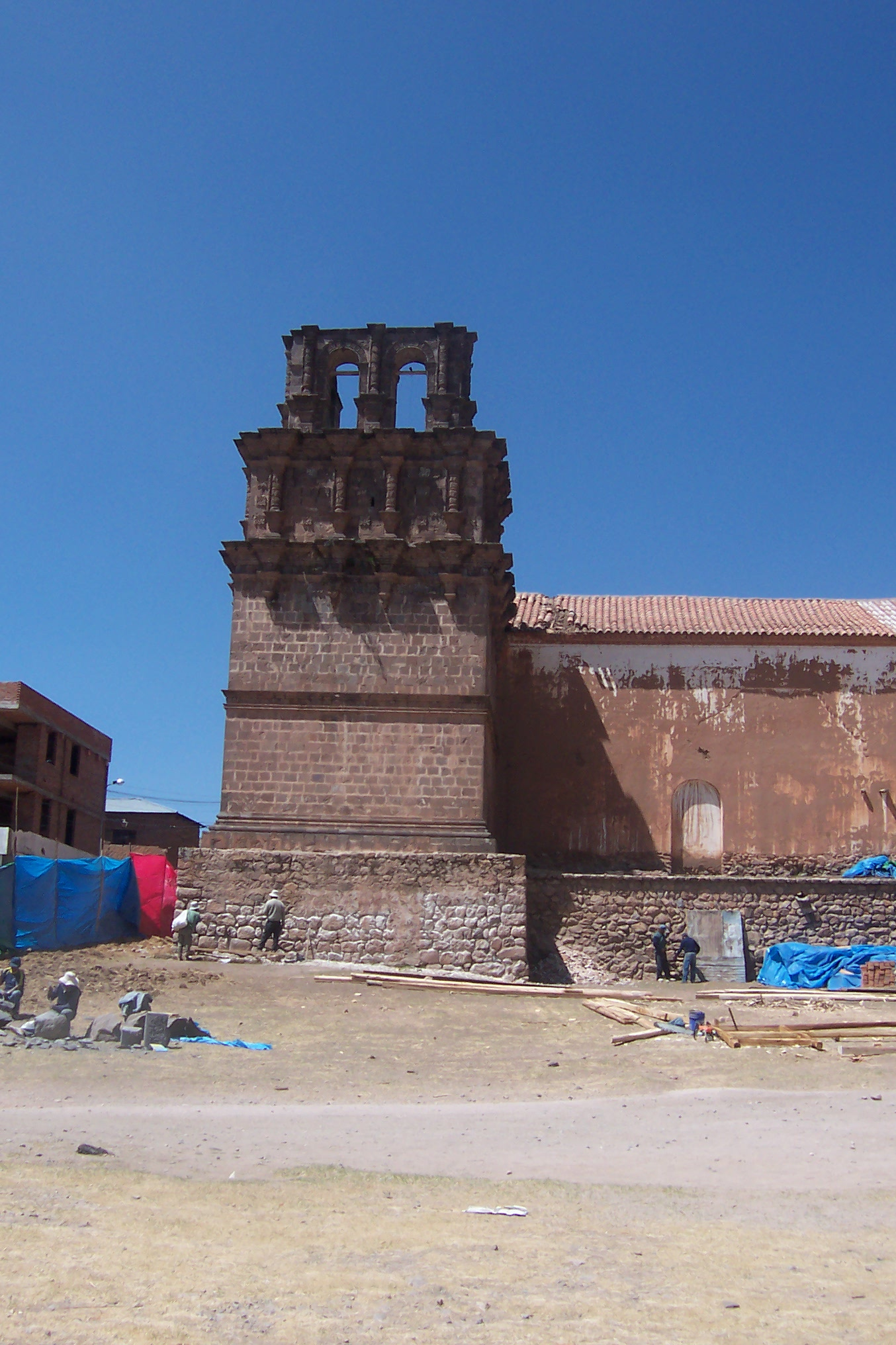
Campanario de Nuestra Señora de la Asunción.

Nuestra Señora de la Asunción, edificada en el siglo XVI, antiguamente conocida como Santa María la Mayor. En su interior, muy deteriorado, se encuentran pinturas del pintor jesuita Bernardo Bitti (considerado uno de los representantes del “estilo manierista” muy en boga en la Italia del siglo XVI y fue bautizado por el historiador de arte Manuel Soria como el mejor pintor del siglo XVI en Sudamérica). Se restauración debería haberse concluido en el segundo semestre del 2006;
Nuestra Señora de la Asunción, antiguamente conocida como Santa María la Mayor fue edificada en el siglo XVI entre los años de 1562 y 1576 por la Orden de los dominicos, es de estilo renacentista, ubicado en la Plazoleta de la Asunción. Los retablos fueron confeccionados entre 1568 a 1592 y su conclusión se da en 1602 por la Orden Jesuita. Mide aproximadamente 63 metros de largo por 34 metros en el crucero. Por el abandono se ha reducido a dos tercios de su tamaño original sin embargo conserva su señorío y belleza. Tiene una torre de piedra tallada cuya parte superior lleva dos cornisas unidas por cuatro pilares con un fino tallado que dan a un campanario de tres arcos, estuvo por concluirse cuando ocurrió la expulsión de los Jesuitas. Este templo anteriormente tenía la prolongación de 15 ventanas con piedras de berenguela, cuyo interior fue bellamente adornado, siendo el altar repujado en plata con bellas pinturas murales y lienzos de pintores como Bitti y de la Puente, así como artistas mestizos; en la actualidad solo queda algunos retablos de yeso con pinturas murales en el crucero, los lienzos en su mayoría se encuentran en la Iglesia San Pedro. La elegante portada lateral se realza con un conjunto de medallones compuestos por el monograma “IHS” que significa “Jesús Salvador de los Hombres”. Un amplio atrio rodea a la Iglesia cuyo ingreso se realiza a través de un Arco de piedra tallada y decorada con flores silvestres de cinco pétalos cuya parte superior se visualiza a dos ángeles tocando trompetas.

#### Templo Santa Cruz de Jerusalén

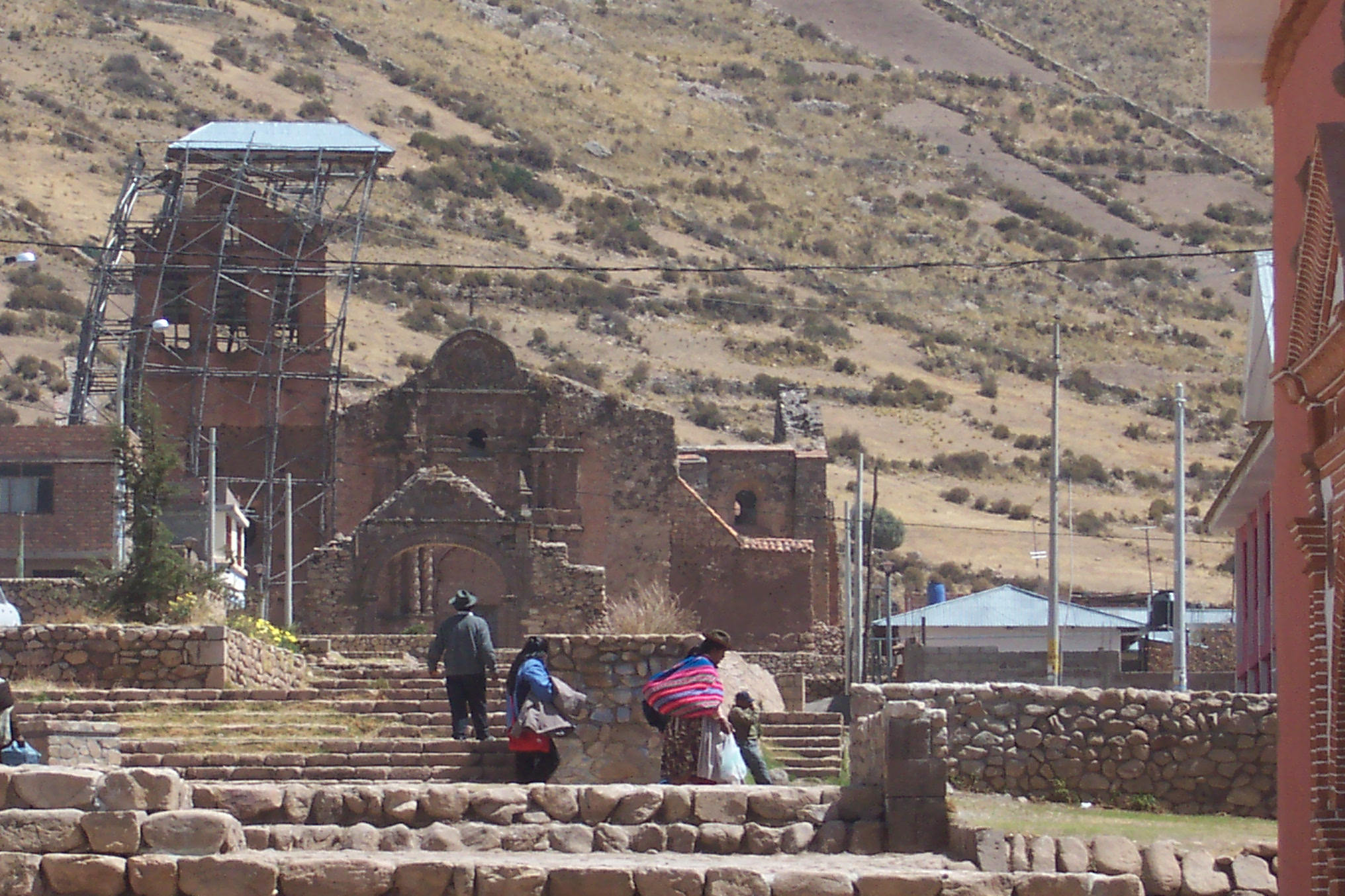
Iglesia de Santa Cruz.

La iglesia de Santa Cruz de Jerusalén remodelada durante la segunda mitad del siglo XVIII, antiguamente conocida como San Ildefonso. Fue destruida por un rayo en 1914. Las ruinas denotan la grandiosidad que tuvo en su época la iglesia. Se destacan los finos trabajos de escultura en piedra. Lo más curioso de esta iglesia es que cuentan que por horas de la noche existe la presencia de algunos espíritus malignos, la razón sería por que es la más antigua de las otras tres, Aunque ésta sea la más antigua existe una que se encuentra en una parte más alta de la ciudad, denominada Iglesia Santa Bárbara la cual se encuentra totalmente destruida y en su lugar sólo puede encontrarse un pequeño bosque de árboles, considerándola el total de iglesias de Juli sería cinco y no cuatro como es comúnmente dicho.
Este templo fue el más hermoso y admirado del altiplano, se dice que quedó tan hermoso por dentro y por fuera que cautivó a propios y extraños, sin embargo fue centro de atención debido a la riqueza que poseía, pero los desastres naturales del que fue víctima y el posterior abandono causó múltiples estragos, hoy se puede aún apreciar los restos de la grandiosidad de su pasado y podemos imaginar a través de la historia el sacrificio que nuestros antepasados dedicaron para erguir este monumento. Se encuentra ubicado junto al antiguo cementerio, este fue el único templo comenzado desde sus cimientos hasta la culminación por la Orden de los Jesuitas, su construcción se inició entre los años de 1581 y 1852, concluyéndose en 1607, los retablos se realizaron entre los años 1586 y 1592 Este templo se distingue por las expresiones de profundo mestizaje e indigenismo. Mide aproximadamente 53 metros de largo por 31 metros en el crucero, casi toda su construcción es en piedra a excepción de la torre y campanario de cuatro campanas hechos en ladrillo. Su portada de piedra “en forma de retablo de ala de mosca” lleva columnas ricamente decoradas con motivos de racimos de uva, monos, picaflores y otros detalles de la región, los nichos, así como ángeles y el monograma de la Compañía de Jesús fueron labrados a cincel. En su interior se aprecia una verdadera joya del arte barroco mestizo, se puede ver aún el decorado de los techos al igual que el tallado de los pilares. La sacristía tiene una cúpula de media naranja y el bautisterio una puerta de arco con cornisas talladas. Todo se conjuga apropiadamente guardando un estilo en los vanos, frisos, claves de bóveda, pilastras, etc., donde se utiliza elementos propios del estilo “Mestizo” como los símbolos de la pasión, anagramas de Jesús y María, símbolos Jesuitas, elementos de flora y fauna expresados en alto y bajo relieve.

#### Arcos de Juli
- Arcopata (Arco de Arriba): Construida a fines del siglo XVI en piedra labrada y engarzada con cal, en la parte superior resalta un triángulo de cornisas llevando en el medio y tallado en alto relieve el escudo de la Orden de Jesús. En la parte posterior del Arco existe un espacio en forma de media luna que sirve como lugar de descanso, existen piedras en forma de mesa y asientos. La distancia desde la plaza de Armas hasta el arco es de aproximadamente de 900 m. Se identifica más con la fiesta de Navidad y de la exaltación de la Santa Cruz, porque es costumbre que a través de ella se reciba a las imágenes de Niño Manuelito, Virgen de la Natividad y la imagen de la virgen de Umasuyo.

- Los Arcos del Templo de Santa Cruz de Jerusalén: ambos están construidos sobre dos pilares de piedra granito que sostienen en la parte superior un triángulo con el escudo de la Orden de Jesús, con cuatro espigas de piedra muy parecida al de Arcopata. Lamentablemente estos arcos hoy se encuentran en constante deterioro. El arco principal es la entrada a la iglesia, su construcción se remonta a 1607 finalizando la construcción del templo y el otro es de entrada hacia un cementerio antiguo.

- Arco de la Asunción: arco erguido de piedra tallada en alto relieve, decorada con flores silvestres de cinco pétalos que suben hasta la cornisa, en su parte superior se ve a ambos lados dos ángeles indios que tocan las trompetas del juicio final. Es la entrada al atrio de la iglesia Museo Nuestra Señora de la Asunción.

#### Escuela de Indios Nobles
Fue construida en el siglo XVII, según el historiador Walter Espinoza indica, que en 1734 Don Salvador de la Cruz y Quito tenía su residencia en la Plaza Mayor de Juli, frente a la iglesia de San Pedro. Aunque no se hallen documentos escritos que lo demuestren, ciertos hechos así parecen probarlo. En primer lugar, allí hay edificios cuyas puertas y portadas exhiben el tallado más frondoso. La portada principal lleva sobre el dintel un Escudo Heráldico. Al pie del citado escudo figura la siguiente inscripción: 1734, así mismo en uno de los dinteles de la Cárcel Colonial aparece escrita la palabra ALCALDE, función que precisamente desempeñaba Don Salvador de la Cruz y Quito que fue nombrado Alcalde ordinario de Juli el 24 de enero de 1720.
Teresa Guisbert (1980) manifiesta que se dé un edificio comunitario (colegio), pues la similitud heráldica del escudo con el dintel del Colegio de Caciques del Cuzco, en conclusión se trata del Colegio Mayor para Indios Nobles de los Lupaqas de Juli avalado por el símbolo jesuita IHS del edificio contiguo y el escudo nobiliario español - lupaqa. Este escudo es una representación de ambas culturas en el lado español una parte de su escudo (torres y leones); en el lado lupaqa (chambe, monos o pumas). Lleva un toisón de Oro, como distinción más alta que dan los reyes de España por ser una de sus encomiendas. Volviendo a la escuela para indios nobles, fue ocupada por los sacerdotes jesuitas, quienes condujeron esta escuela impartiendo enseñanzas a los hijos de los caciques la religión cristiana junto con el idioma español, así como el canto, música, danza y otros menesteres.

#### Huaylluni
Es un santuario indígena ubicado a 10 km de la ciudad de Juli aproximadamente, cada 6 de agosto se celebra una gran fiesta en honor al Niño San Salvador, y cada 2 de febrero a la Virgen de la Candelaria, consta de una capilla indígena pequeña junto al lago azul y diversos lugares paisajistas, un muelle pequeño y playa.

#### Casa de la Inquisición
Cuenta con las ruinas de la Casa de la Inquisición o Casa Cuentas situadas en la misma Plaza de Armas, con interesantes portadas y decoraciones de las ventanas..
Son notables también en la zona los trabajos de orfebrería.

#### Playa San Juan
En primavera (setiembre a diciembre) y parte de verano (enero a quincena de febrero) es muy concurrida; esta playa se encuentra aproximadamente a 1 km de la ciudad de Juli, tiene un acceso pavimentado y amplio para poder transitar a pie o en movilidad, se ubica también a orillas del cerro denominada en idioma aimara "Sapakollo" que en castellano quiere decir “Cerro solitario”, cuenta con un espacio amplio de arena blanca, las orillas de aguas claras y limpias, apropiada para el descanso y el paseo de visitantes; Cuenta con el Muelle turístico en forma de buque con dos ambientes (restaurante y centro artesanal), donde sirve de escenario para el lanzamiento de producciones musicales, donde también es ideal para la recepción de naves acuáticas, Aliscafos, barcos y botes de pescadores. 

#### Circuito Turístico Huaquina, Olla y Huaylluni
Consta de una amplia carretera que bordea el Lago Titicaca con diversos atractivos arqueológicos, paisajistas y de aventura, donde se realiza el Rally de Juli, Valido para el calendario automovilístico peruano, Usualmente se compite en el mes de junio o diciembre.

#### Aramu Muru
Centro energético y de gran misterio, es el lugar perfecto para actividades al aire libre como meditación o yoga, se encuentra a 11,6 km de Juli en la ruta Puno - Desaguadero, en el Anexo de Santiago Bebedero, este centro es reconocido por los grandes holdings de turismo como parte del corredor turístico, como centro enigmático en la región.

#### Atractivos naturales
- Rodilla del Diablo: lugar paisajista donde se puede apreciar todo el esplendor del lago Titicaca, es un precipicio de más de 15 m de alto, ideal para realizar deporte extremos

- Aguas minerales: se ubica aproximadamente a 27 km sobre la carretera a Huacullani, en la comunidad de Jaruni en este lugar se tienen ojos de aguas minerales naturales.

- Yacari Condor Uta: se accede partiendo de Juli con dirección Sur por el camino de herradura que une Juli con la comunidad de Yacari Tisnachuro. La distancia aproximada es de 5,9 km de Juli. Consta de un abrigo rocoso de 14 m de largo por 6,5 m de profundidad y una altura aproximada de 7 m; la superficie presenta un plano inclinado de fuerte pendiente hacia el oeste. Frente al abrigo, sobre el lado derecho, existe una cavidad o pequeña cueva de 4 m de largo, cubierta por tierra y vegetación, quedando una luz de 4 dm de alto en la entrada.

## Geografía
Ubicada en la meseta del Collao, a 3888 m s. n. m. de altitud, posee una franja costera lacustre de 56 km (provincial) y 28 km (distrital) aproximadamente pudiendo interconectar ciudades con el norte de departamento así como el vecino país de Bolivia y ríos que desembocan en el lago (río Salado). Está ubicado entre sus cuatro cerros tutelares (Zapakollo, Karacollo, San Bartolomé y un poco más alejado Pukara), cuenta con fauna silvestre: aves (Patos salvajes, Yarakaka, Perdiz, kukuli, pichitanka), Mamíferos (Vizcacha y Chinchilla) y flora silvestre (K'olli, flor de cantuta, Achacana o cactus andino).

### Límites

#### Límite Distrital
- Este       : Distrito de Pomata y el Lago Titicaca
- Oeste      : Distrito de Ilave y Santa Rosa
- Norte      : Distrito de Pilcuyo y el Lago Titicaca
- Sur        : Distrito de Huacullani y Distrito de Conduriri

#### Límite provincial
- Sur y oeste    : Provincia del Collao
- Norte              : Lago Titicaca
- Este               : República de Bolivia

### Clima
Las precipitaciones pluviales se presentan en los meses de noviembre a marzo y son escasos durante los meses de abril a octubre. En los meses de mayo, junio y julio el frío es intenso por las noches con una temperatura de hasta - 6º ºC y de 19 °C de día, tiene un clima seco y semiseco refrescado con la brisa suave del Titicaca.
| Parámetros climáticos promedio de Juli | Parámetros climáticos promedio de Juli | Parámetros climáticos promedio de Juli | Parámetros climáticos promedio de Juli | Parámetros climáticos promedio de Juli | Parámetros climáticos promedio de Juli | Parámetros climáticos promedio de Juli | Parámetros climáticos promedio de Juli | Parámetros climáticos promedio de Juli | Parámetros climáticos promedio de Juli | Parámetros climáticos promedio de Juli | Parámetros climáticos promedio de Juli | Parámetros climáticos promedio de Juli | Parámetros climáticos promedio de Juli |
| Mes                                    | Ene.                                   | Feb.                                   | Mar.                                   | Abr.                                   | May.                                   | Jun.                                   | Jul.                                   | Ago.                                   | Sep.                                   | Oct.                                   | Nov.                                   | Dic.                                   | Anual                                  |
| -------------------------------------- | -------------------------------------- | -------------------------------------- | -------------------------------------- | -------------------------------------- | -------------------------------------- | -------------------------------------- | -------------------------------------- | -------------------------------------- | -------------------------------------- | -------------------------------------- | -------------------------------------- | -------------------------------------- | -------------------------------------- |
| Temp. máx. abs. (°C)                   | 17.8                                   | 18.7                                   | 19                                     | 17.8                                   | 18.8                                   | 17.6                                   | 16.6                                   | 17.6                                   | 18.8                                   | 19                                     | 18.7                                   | 19                                     | 19                                     |
| Temp. máx. media (°C)                  | 14.3                                   | 13.8                                   | 13.9                                   | 14                                     | 13.5                                   | 13.3                                   | 12.8                                   | 14                                     | 14.3                                   | 15.3                                   | 15.5                                   | 14.9                                   | 14.9                                   |
| Temp. media (°C)                       | 9.4                                    | 9.4                                    | 9.1                                    | 8.4                                    | 7.3                                    | 6.2                                    | 6.3                                    | 6.9                                    | 7.9                                    | 9.2                                    | 9.5                                    | 9.6                                    | 9.5                                    |
| Temp. mín. media (°C)                  | 4.5                                    | 5.1                                    | 4.3                                    | 2.9                                    | 1.2                                    | -0.8                                   | -0.1                                   | -0.2                                   | 1.6                                    | 3.2                                    | 3.6                                    | 4.4                                    | 3.6                                    |
| Temp. mín. abs. (°C)                   | -4.3                                   | -6.8                                   | -7.8                                   | -7.9                                   | -8                                     | -7.5                                   | -6.2                                   | -3.2                                   | -1.4                                   | 0.9                                    | 1.3                                    | 0.8                                    | -8                                     |
| Fuente: climate-data.org               |                                        |                                        |                                        |                                        |                                        |                                        |                                        |                                        |                                        |                                        |                                        |                                        |                                        |

### Hidrografía
En la ciudad de Juli hay una inmensa riqueza de la hidrografía como:
- El lago sagrado de los incas: sin duda el lago más alto del mundo y el más navegable tiene muchas leyendas sobre este lago.
- Ríos: Siwekjawira, río Salado y diferentes desembocaduras de agua como el de Tisnachuro. También el de Nairanjaque, etc.

## Demografía

### Población
De acuerdo a datos estadísticos en el año 2014, este distrito cuenta con 21.462 habitantes; de ellos, el 49,2% corresponde al género masculino y el 50,8% al femenino. La distribución de la población según zonas es mayoritariamente rural (65,5%) a diferencia de la población que habita en zonas urbanas (34,4%). El porcentaje de hombres y mujeres que viven en la zona urbana y en la rural es muy similar a los resultados de la población total del distrito.

### Idioma
Los habitantes de las ciudades de Juli son bilingües porque hablan dos lenguas, el castellano y el aimara.

## Gastronomía
Las comidas típicas como: pesque, chairo, thimpo, revuelto de tunta, chuño arrebozado o con queso frito, queso humacha, crema de quinua o cañihua, mazamorra de quinua, etc. dentro de los cuales la mayoría son preparados con ingredientes nativos.
- Chairo: ligeramente diferente al chairo paceño, es una especie de nutritivo chupe de carne. Algunos le añaden trozos de zapallo y zanahoria o cambian el carnero por res. Su preparación es a base de chuño remojado chancado, trigo remojado, carne de res, cordero, chalona, tripas de cordero, y algunas verduras para sopa y sazonadores al gusto.

- Pesq’e de quinua: plato típico con un alto valor nutritivo, por su principal insumo que la quinua no contiene colesterol y es fácil de digerir; su preparación consiste en sancochar la quinua, batirla con queso, mantequilla y leche.

- Queso humacha: su preparación es a base de un aderezo de cebolla con ají amarillo molido, leche, queso fresco, Chijchipa picada y huevo, servida sobre papa sancochada pelada de preferencia papa nueva. Es riquísimo.

- Chuño lahua: sopa a base de chuño seco molido que se prepara como una especie de mazamorra combinada con carne fresca de cordero, verduras, habas frescas, al servir se agrega orégano.

- Sopa de papaliza: su preparación está basado en la papaliza (olluco), que combinado con porciones de charqui y un aderezo especial con plantas aromáticas de la zona resulta una sopa muy agradable.

- Huatia: plato preparado sobre todo en la época de las cosechas en los meses de mayo a julio. La huatia generalmente se prepara en el campo porque se prepara en un horno hecho a base de terrones de tierra que son calentadas a gran temperatura con leña (Chaka – tallos de quinua seca) luego de estar bien caliente se coloca papa, oca, haba, del mismo modo se puede agregar trucha envuelta en papel, queso, al finalizar se entierra el horno con tierra, para que después de una hora se desentierran y se degusta con queso, ocopa y chaco.

- Chaulla thimpo: plato oriundo de la zona del Lago Titicaca, se prepara a base de Karachi, pejerrey, mauri, papa y chuño sancochado, que al servir se acompaña con una salsa (jalpahuayka) y cuyo caldo se sazona con huaycha o muña y tiene un alto contenido de fósforo ideal para la recomposición cerebral.

- Huilaparqui: plato típico preparado a base de sangre y menudencia de cordero cocida, en un aderezo de cebolla y ají amarillo. Se sirve acompañado de papa pelada sancochada.

- Mazamorra de quinua con cal: plato preparado a base de harina de quinua, pedazos de chicharrón de cordero y cal. Al servir se le agrega al gusto leche, queso rallado o cañihuaco.

- Thayacha: preparado a base del isaño sancochado y puesto a la helada para que se solidifique.

- Sajta: preparación a base de panza de res o pollo en ocopa, acompañado de alverja, cebolla, zanahoria picada, se sirve acompañado de chuño blanco revuelto con huevo y papas amarillas.

- Asado de chancho: plato de fiesta, se prepara a base de chancho, aderezado meticulosamente un día antes con limón, ají amarillo, condimentos, etc., cocido en horno a base de leña por 1 hora ½ hasta que este crocante, se sirve acompañado de papa y tunta sancochada, además de ensalada y ocopa.

- Chicharrón de chancho: este plato, consiste en freír trozos de carne de cerdo en aceite bien caliente hasta que esté crocante; se sirve acompañado de papa y tunta sancochada, además de mote, ensalada y jalpahuanca.

- Trucha frita: la trucha es un pescado semi graso, su preparación es sencilla, se sazona con limón, ajo, sal, se fríe en aceite caliente y se sirve acompañado de papa doradas y bastante ensalada.

- Queso frito: el queso es uno de los productos bandera de Juli, por sus características únicas en su elaboración a base de productos naturales como el cuajo sacado de las crías muertas. El queso se fríe en poco aceite, se sirve acompañado de papa, chuño, habas sancochadas, ensalada y jalpahuanca.

## Artesanías
Se considera como un pilar fundamental en el rubro de artesanía textil, especialmente el bordado a mano en bayeta, como son los tapices hechos con diseños que toman la temática de la vida del campo; dibujando primero el diseño y bordando hábilmente con hilos de alpaca o de lana de diferentes colores utilizando diversas técnicas; asimismo, se tienen el tejido a mano como son chalina, gorros, chompas, etc. Y productos elaborados en telar, cuenta con una variado grupo de asociaciones de artesanos.

## Economía
De clima frío y seco, su economía se basa en la agricultura (cultivo de tubérculos andinos como la papa, oca, izaño, olluco, además de granos y cereales como la quinua, cañihua, tarwi, cebada, trigo, avena), procesado de papa deshidratada (chuño negro, chuño blanco), de origen vegetal y charqui, chalona (carne o pescado) de origen animal. Entre los pecuarios, existe una variedad de carnes: alpaca, cordero, cerdo, res, cuy y aves diversas como la choca, gallina, pato; además de peces como la trucha, pejerrey, Karachi, ispi, mauri, También como condimentos o ingredientes para ensaladas, cantidad de hierbas como muña, salvia, chijchipa, huacatay, ortiga, berro, hierba buena, orégano e hinojo, además de quesos tanto frescos como cremosos y madurados.
La ganadería, teniendo como punto de concentración, La plaza de ganado (Ubicado a 4.0 km de la ciudad hacia el norte, por la vía panamericana hacia Puno) donde se comercializa ganado vacuno y ovino, También se comercializan cereales procesados (trigo atómico, Mana, etc.) en el mercado modelo.

## Vías de Transporte

### Terrestre
- A través de la Carretera panamericana Sur, Los visitantes que vienen desde el norte del país (Colombia, Ecuador, Perú (Tumbes, Piura, Trujillo)), centro (Huancayo, Lima, Ica) y sur (Perú (Arequipa, Cusco), Brasil), Se puede acceder mediante la Ciudad de Puno (ubicada a 80 km al noroeste de Juli), es una pista asfaltada de buen estado de señalización y conservación.
- A través de la carretera Bioceánica (Chile (Arica, Calama, Copiapó, La Serena), Tacna y Moquegua, Ilo) que llega hasta la ciudad fronteriza de Desaguadero y esta a su vez llega por la zona sur de la ciudad, trayendo consigo visitantes también de Argentina (Córdoba, Buenos Aires, Salta y Jujuy), Bolivia (Santa Cruz, La Paz y Cochabamba).

### Fluvial
- Se enlaza con los puertos : Acosta y Copacabana en Bolivia a través de Aliscafos turísticos y Provincia de Moho en Puno, Perú

### Aérea
- Es destacar que se puede llegar a través del Aeropuerto Internacional Inca Manco Cápac de Juliaca (a 120 km de Juli, pasando por la ciudad de Puno)

## Personajes ilustres
Ver: Alcaldes de Juli
- Ludovico Bertonio, jesuita italiano llamado el insuperable aymarista publica en Juli en la imprenta de Francisco del Canto, las obras “Vocabulario de la lengua aymará”, “Arte de la lengua aymará”. Son los libros de Bertonio más antiguos publicados en el mundo andino.[2]